# RimWorld
RimWorld es un videojuego de construcción y gestión desarrollado por Ludeon Studios. Inicialmente se lanzó una alpha para Linux, Mac OS X y Windows el 4 de noviembre de 2013. Posteriormente, fue publicado en Steam como juego de acceso anticipado el 15 de julio de 2016. El juego tuvo su lanzamiento definitivo el 17 de octubre de 2018.El 9 de julio de 2020 fue publicado en la tienda de juegos Epic Store.
Actualmente, hay cinco expansiones: la primera, lanzada el 24 de febrero de 2020, de nombre «Royalty»; la segunda, «Ideology», lanzada el 20 de julio del 2021; la tercera, «Biotech», lanzada el 21 de octubre de 2022, la cuarta, «Anomaly», que se publicó el 11 de abril de 2024 y la quinta «Odyssey», publicada el 11 de julio de 2025. Las expansiones se basan en lo siguiente, respectivamente: sistema de títulos imperiales y poderes psíquicos; sistema de creencias; modificaciones genéticas y control de robots; entidades y elementos de horror; exploración, nuevos animales y nuevo tipo de armas. Todas las expansiones tienen integraciones entre ellas y añaden mas cosas además de lo antes mencionado.

## Jugabilidad
El juego pone al jugador en el papel de gestor de una nueva colonia en un planeta del borde galáctico, donde los colonos deben sobrevivir a diversos eventos generados de manera aleatoria por la inteligencia artificial «cuentacuentos». 
El jugador no controla directamente a los colonos, salvo en situaciones de combate, sino que ordena la creación de estructuras o la realización de diversas acciones que los colonos o «peones» realizan cuando consideren adecuado (según las circunstancias del peón, sus habilidades o los tipos de trabajos que tenga asignados). 
Para asegurar la supervivencia de la colonia, el jugador debe manejar y equilibrar las diversas condiciones que garantizan el bienestar físico y mental de sus colonos, asegurándose de que haya comida, los colonos tengan habitaciones decentes, lleven ropa adecuada para el clima, etc.

## Inteligencia artificial
La dificultad del juego depende de dos factores: la IA cuentacuentos, que determina el grado de dificultad; y el propio nivel de dificultad, que ajusta la experiencia. Así, tenemos tres «directores», que determinarán cómo se desarrolla la narrativa:
Cassandra Classic - La experiencia básica de Rimworld, «normal». 
Phoebe Chillax - Para los jugadores que prefieran una experiencia más relajada, con más espacio entre sucesos, lo cual permite un mayor enfoque en la construcción de bases y la microgestión.
Randy Random - Los acontecimientos ocurren aleatoriamente y sin atender a si son positivos o negativos, pudiendo resultar en una experiencia muy diferente a los otros directores.
Estos directores están matizados por el nivel de dificultad, que ajusta la frecuencia con que los colonos caigan enfermos, el número de enemigos que ataquen y otros parámetros que dan ventajas o desventajas al jugador.

## Generador de historias
Tynan Sylvester, creador del juego, lo describe como un generador de historias debido a que considera que no se puede ganar o perder, sino que todos los sucesos son parte de la historia. A diferencia de otros juegos de su género, Rimworld trata de crear un vínculo emocional entre el jugador y los personajes mediante eventos como bodas, colapsos mentales y otras situaciones en las que se pueden ver dichos personajes.

## Trama
En las primeras versiones de la alpha, el juego presentaba siempre el mismo escenario de partida: tres colonos aterrizaban de emergencia en un planeta fronterizo y debían sobrevivir. El objetivo quedaba en manos del jugador, siendo la única «meta» real la construcción de una nave para escapar del planeta. Sin embargo, tal meta es puramente opcional, ya que no hay ningún tipo de límite de tiempo.
En la alpha 14, se introdujo el sistema de escenarios, el cual permite crear, descargar y utilizar diferentes escenarios de partida, siendo posible cambiar el tipo de colonia, el nivel de tecnología, número de colonos iniciales, condiciones permanentes del mapa...

## Mecánicas
Durante el transcurso de la partida, el juego utiliza una serie de mecánicas que hacen que muchas decisiones tengan consecuencias a largo plazo tales como cicatrices, adicciones, relaciones sociales o la muerte de un personaje. Las heridas producidas en cada parte del cuerpo de un colono pueden transformarse en cicatrices que acarreen penalizaciones de cara al futuro, un conflicto con otra civilización puede dificultar la partida al recibir ataques por su parte y probar una droga puede volver a un colono adicto y llevarlo a la muerte.